# هي أغنية، هي أغنية
هي أغنية، هي أغنية، مجموعة شعرية من مؤلفات الشاعر العربي الفلسطيني محمود درويش، صدرت في عام 1986، عن دار العودة في بيروت، لبنان.